# 特羅塞克山
47°33′24″N 15°24′48″E / 47.55667°N 15.41333°E

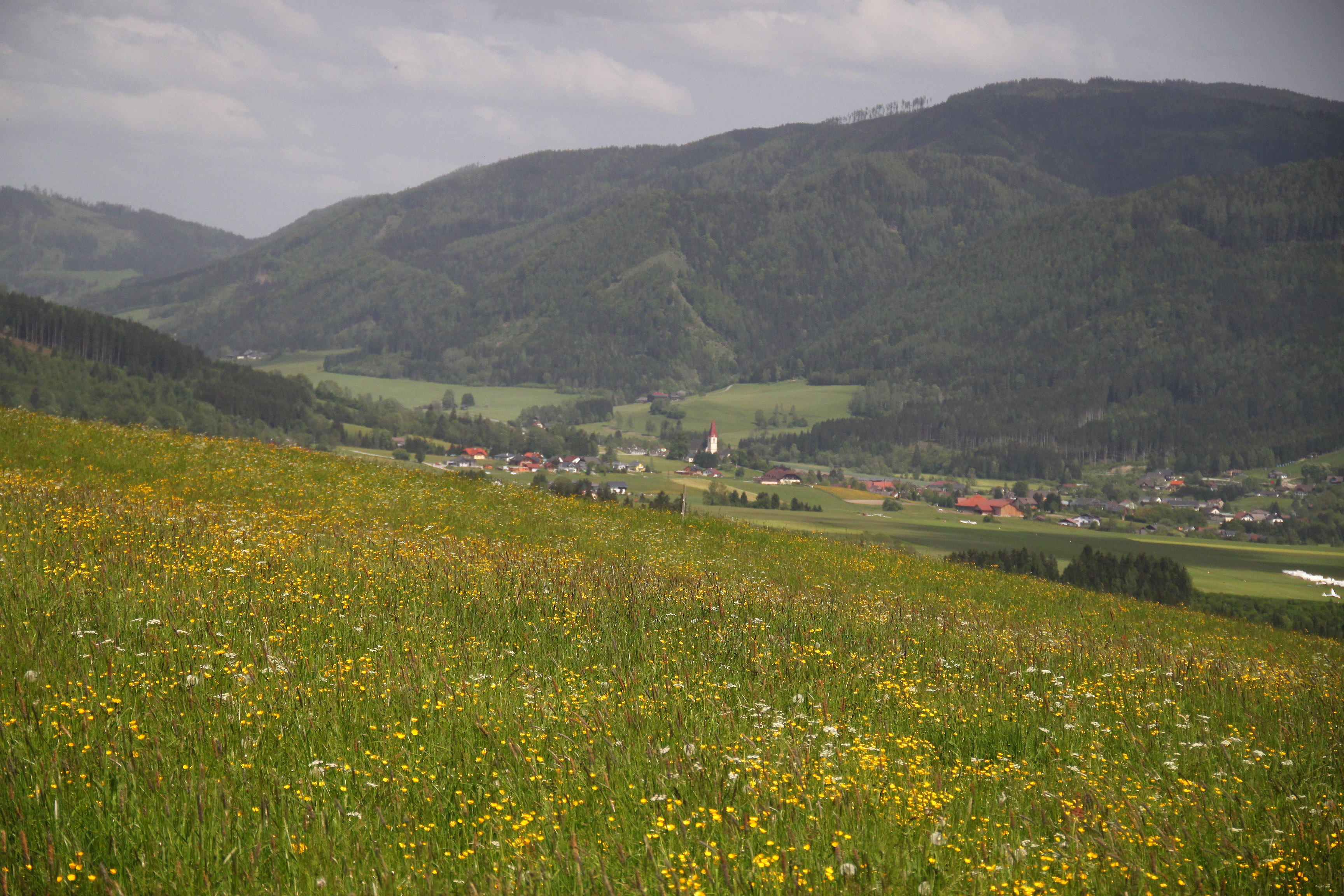

特羅塞克山（德語：Troiseck），是奧地利的山峰，位於該國東南部，由施泰爾馬克州負責管轄，屬於米爾茨塔勒阿爾卑斯山脈的一部分，海拔高度1,466米，每年平均降雨量1,594毫米。